# Де ти тепер, Максиме?
«Де ти тепер, Максиме?» (рос. «Где ты теперь, Максим?») — радянський художній фільм 1964 року, знятий на кіностудії «Мосфільм».

## Сюжет
За мотивами повісті В. Козлова «Я поспішаю за щастям». Після війни сімнадцятирічний хлопчина Максим Бобцов тікає з села і їде відновлювати Великі Луки — місто, в якому пройшло його дитинство. Він відразу потрапляє в технікум, який, правда, існує поки що на папері. Хлопці своїми руками відновлюють будинок. Тут він знаходить друзів і дівчину, яку покохав. З різними людьми зіштовхує його доля — різні невдачі і труднощі довелося йому пережити, працюючи разом зі своїми друзями над відновленням рідного міста.

## У ролях
- Борис Токарєв — Максим Бобцов
- Людмила Гладунко — Дінка
- Ірина Губанова — Алла
- Юрій Назаров — Микола Бутафоров
- Інна Чурикова — Анжеліка
- Ніна Меньшикова — мати Максима
- Віктор Авдюшко — Григорович, вітчим Максима
- Валерій Носик — Мішка («Швейк»)
- Георгіос Совчіс — Герка
- Михайло Глузський — Корній Зубков, шофер
- Валерій Рижаков — Генка Потапов
- Володимир Соловйов — Вадим Петрович, директор технікуму
- Еммануїл Геллер — чоловік, який випрошував цвяхи у Григоровича
- Едмонд Кеосаян — будівельник училища в кепці біля лебідки
- Микола Сергєєв — сусід Генки Потапова в зруйнованому будинку
- Едуард Абалов — сусід Максима по лікарняній палаті
- Юрій Кірєєв — «Живчик»
- Іван Савкін — Іван Петрович, голова сільради
- Надія Федосова — сусідка Генки Потапова в зруйнованому будинку
- Наталія Чечоткіна — епізод
- Всеволод Тягушев — епізод

## Знімальна група
- Режисер — Едмонд Кеосаян
- Сценаристи — Сергій Єрмолинський, Вільям Козлов
- Оператори — Сергій Зайцев, Герман Шатров
- Композитор — Джон Тер-Татевосян
- Художник — Віталій Гладников